# Stefano Landi

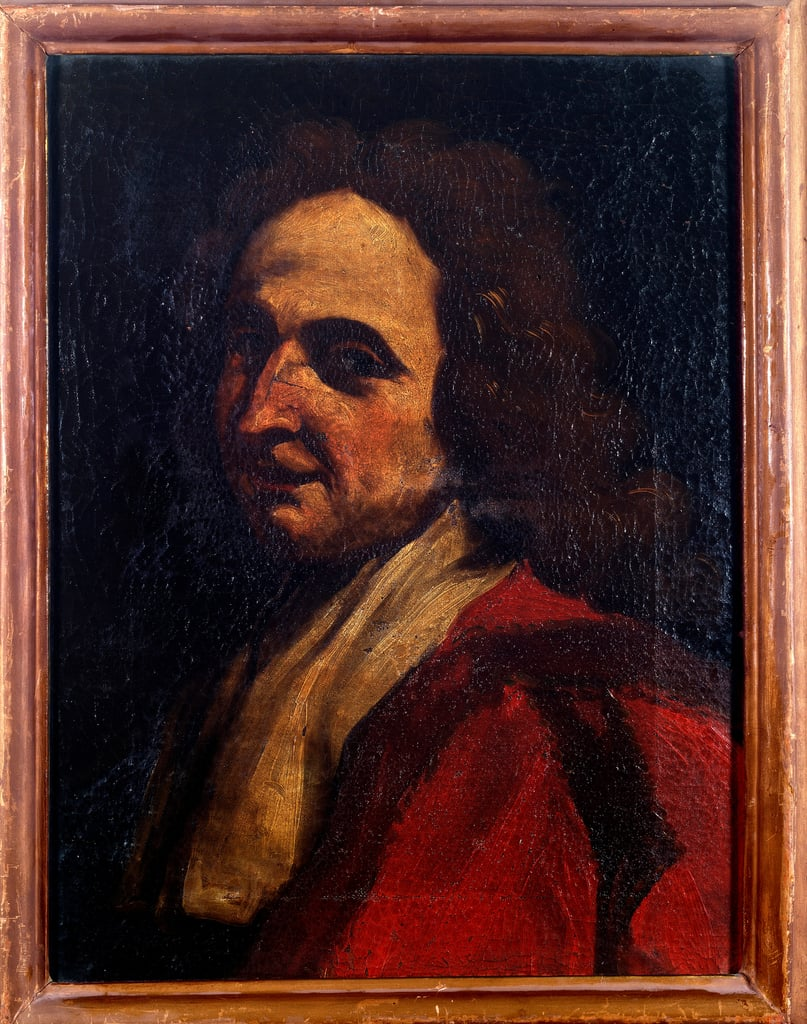
Stefano Landi

Stefano (Steffano) Landi (gedoopt 26 februari 1587 – Rome, 28 oktober 1639) was een Italiaanse barokke componist.
Stefano Landi begon zijn loopbaan als kapelmeester van de kerk van Padua. In 1619 keerde hij terug naar zijn geboortestad, waar hij in dienst trad van de familie Borghese. Vanaf 1624 bekleedde hij het ambt van kapelmeester aan de Santa Maria dei Monti. Vijf jaar later trad hij als alt toe tot de pauselijke muziekkapel.
Landi was een van de belangrijkste musici van de eerste helft van de 17de eeuw. Hij schreef onder andere opera's, La morte d'Orfeo, Il San Alessio, missen, de zesstemmige Missa in benedictione nuptiarum (1628), psalmen, madrigalen en aria's. Hij wordt beschouwd als een van de grondleggers van de cantate en van de Romeinse operaschool.
Ook de prelude van Landi's Sant' Alessio is opmerkelijk, omdat hij bestaat uit een langzame introductie in akkoorden, die gevolgd wordt door een meer energiek canzonadeel. De prelude of sinfonia voor de tweede akte is wederom een orkestrale canzona, maar zonder de langzame introductie. De tweedelige vorm van de eerste prelude (langzaam in akkoorden; snel en contrapuntisch, soms met een afsluitende herinnering aan het langzame deel) werd later het gangbare patroon voor de zeventiende-eeuwse opera-ouverture. In Frankrijk kreeg deze vorm bepaalde speciale karakteristieken, misschien door het voorbeeld van ouvertures bij de vroege balletten. Dit genre raakte bekend als de Franse ouverture, en werd als zodanig een van de belangrijkste instrumentale vormen in de midden en late barok.
- Biblioteca Nacional de España: XX1559396
- Bibliothèque nationale de France: cb138963123 (data)
- Gemeinsame Normdatei: 11872620X
- International Standard Name Identifier: 0000 0001 0856 3172
- Library of Congress Control Number: n83175330
- Nationale Bibliotheek van Letland: 000067297
- MusicBrainz: 029288f1-cb96-44e5-b17b-058bbe0f590d
- Nationale Bibliotheek van Tsjechië: xx0081230
- Nationale bibliotheek van Australië: 35708413
- Nationale Bibliotheek van Israël: 987007282984005171
- Nederlandse Thesaurus van Auteursnamen: 085061808
- Réseau des bibliothèques de Suisse occidentale: 02-A003493071
- Istituto Centrale per il Catalogo Unico: MILV140077
- SNAC: w6r86db4
- Système universitaire de documentation: 07790706X
- Virtual International Authority File: 29718445
- WorldCat: E39PBJhGWm7hWjmd4xFRjmRFrq